# Novoiamàixevo
Novoiamàixevo (en rus: Новоямашево) és un poble de Baixkíria, a Rússia, que en el cens del 2010 tenia 71 habitants. Pertany al districte de Iermolàievo.